# Branko Filip
Branko Filip (Novo mesto, 18 de març de 1975) va ser un ciclista eslovè, professional des del 1997 al 2004. La seva principal victòria fou el Campionat nacional de contrarellotge de 1999.

## Palmarès
- 1998
  - 1r a la Volta a Eslovènia
- 1999
  -  Campió d'Eslovènia en contrarellotge